# Falagueira
Falagueira ist eine Gemeinde (Freguesia) im portugiesischen Kreis Amadora. In ihr leben 14.572 Einwohner (Stand 30. Juni 2011).